# The Wedding Planner
The Wedding Planner er en drama komedie fra 2001 med Matthew McConaughey og Jennifer Lopez i hovedrollerne.

## Eksterne Henvisninger
- The Wedding Planner på Internet Movie Database (engelsk)
- The Wedding Planner på Filmdatabasen
- The Wedding Planner på Scope
- The Wedding Planner i Svensk Filmdatabas (svensk)
- The Wedding Planner på AlloCiné (fransk)
- The Wedding Planner på MovieMeter (nederlandsk)
- The Wedding Planner på AllMovie (engelsk)
- The Wedding Planner hos American Film Institute (engelsk)
- The Wedding Planners profil hos Encyclopædia Britannica Online (engelsk)
- The Wedding Planner på Turner Classic Movies (engelsk)